# Harry Potter (filmserie)
Harry Potter är en serie fantasyfilmer baserade på Harry Potter-böckerna av J.K. Rowling. Filmerna är producerade av Warner Bros. och består av åtta filmer. Det är den mest inkomstbringande spelfilmsserien genom tiderna om man bortser från inflationen, med $7,7 miljarder i intäkter världen över.
Serien var producerad av David Heyman och huvudrollerna spelas av Daniel Radcliffe, Rupert Grint och Emma Watson. Fyra regissörer arbetade på serien: Chris Columbus, Alfonso Cuarón, Mike Newell och David Yates. Samtliga filmer utom Harry Potter och Fenixorden har manus av Steve Kloves. Manuset till Fenixorden skrevs istället av Michael Goldenberg. Handlingen kretsar kring Harry Potter som har till uppgift att besegra sin ärkefiende Lord Voldemort.
Den avslutande boken Harry Potter och dödsrelikerna delades upp i två filmer, del ett (Harry Potter och dödsrelikerna: Del 1) hade premiär under november 2010 och den andra delen (Harry Potter och dödsrelikerna: Del 2) hade premiär under juli 2011.

## Upphov
Rowling sålde 1999 filmrättigheterna för de första fyra Harry Potter böckerna till Warner Bros. för en rapporterad summa på £1 miljon ($2 miljoner). Ett krav Rowling gav var att skådespelarna skulle vara britter, vid sidan av inkluderingen av irländska skådespelare som den avlidne Richard Harris som Dumbledore, och för anlitandet av franska och östeuropeiska skådespelare i Harry Potter och den flammande bägaren där rollfigurerna från boken är av sådana härkomster. Rowling var från början osäker över att sälja rättigheterna eftersom hon tyckte att "didn't want to give them control over the rest of the story" genom att sälja rättigheterna till rollfigurerna, vilket skulle ha gjort det möjligt för WB att göra uppföljare som inte baseras på en bok.

## Översikt
| Titel | Regissör                      | Manus                         | Kompositör                    | Premiärdatum                  | Speltid        |
| --- | ----------------------------- | ----------------------------- | ----------------------------- | ----------------------------- | -------------- |
| "Harry Potter och de vises sten" | Chris Columbus                | Steve Kloves                  | John Williams                 | 16 november 2001              | 147 minuter    |
| Harry Potter är en 11-årig pojke. Vid tidig ålder blev han attackerad av den onde trollkarlen Lord Voldemort som dödade hans föräldrar. Ryktet om hans överlevnad gjorde Harry berömd. Han fördes av Hagrid för att bo hos sin moster och hennes man. Elva år senare, börjar han sitt första år på Hogwarts tillsammans med sina nya vänner Ron och Hermione. |                               |                               |                               |                               |                |
| "Harry Potter och Hemligheternas kammare" | Chris Columbus                | Steve Kloves                  | John Williams                 | 15 november 2002              | 155 minuter    |
| Harry, Ron, och Hermione återvänder till Hogwarts för deras andra år på skolan, som visar sig vara tuffare än det första. Hemligheternas kammare öppnas, vilket resulterar i att elever (och spöken) blir förstenade. Harry upptäcker att kan prata ormspråk vilket leder till att eleverna börjar tro att han är ättling och arvinge till Salazar Slytherin. Vid slutet av året upptäcker Harry, Ron och deras nye försvar mot svartkonst lärare, professor Gilderoy Lockhart ingången till kammaren. Där slåss han mot det unga minnet av Lord Voldemort (Tom Gus Marvolo Dolder) och hans basilisk. Under striden dyker Godric Gryffindors svärd upp ur sortingshatten (ditförd av Fawks), som han senare får reda på av Dumbledore att svärdet endast skulle ha uppenbarats för en sann Gryffindor. |                               |                               |                               |                               |                |
| "Harry Potter och fången från Azkaban" | Alfonso Cuarón                | Steve Kloves                  | John Williams                 | 31 maj 2004                   | 136 minuter    |
| Harrys tredje år börjar på riktigt då Hogwarts expressen stannar och en Dementor attackerar honom. Han får hjälp av den nye professorn, Remus J. Lupin som avvärjer faran. Dementorn flyr men lyckas dock få Harry att svimma. En fånge vid namn Sirius Black har flytt från fängelset Azkaban; han hamnade där tolv år tidigare för att antagligen ha hjälpt Voldemort och dödsätarna. Harry, som tror att det var Black som orsakade hans föräldrars död, han får svaret av året. |                               |                               |                               |                               |                |
| "Harry Potter och den flammande bägaren" | Mike Newell                   | Steve Kloves                  | Patrick Doyle                 | 18 november 2005              | 150 minuter    |
| Harrys fjärde år börjar med att han har mardrömmar om Frank Bryce som dödas av Voldemort. Vid Hogwarts, har fått en ny professor, Alastor Moody. Hogwarts är värd för den Magiska trekampen, en farlig turnering mellan tre magiska skolor. Fleur Delacour, Viktor Krum och Cedric Diggory är de tre kämparna. Men, på ett mystiskt sätt dyker Harrys namn upp ur den Flammande bägaren vilket gör honom till den fjärde kämpen. |                               |                               |                               |                               |                |
| "Harry Potter och Fenixorden" | David Yates                   | Michael Goldenberg            | Nicholas Hooper               | 11 juli 2007                  | 132 minuter    |
| Harrys femte år på Hogwarts blir det mörkaste hittills, för under det tredje momentet i den magiska trekampen i slutet av året innan såg han Voldemort återuppstå med hjälp av Harrys blod, och han måste rusta sig, dels mot Voldemort, men också de som kallar honom lögnare eller bluffmakare. Den nya Försvar mot Svartkonster läraren blir detta år Dolores Umbridge, utsedd av ministeriet. Så småningom blir hon även överinkvinsitor och får mer och mer makt på Hogwarts av Cornelius Fudge, trolldomsministern, som enträngt förnekar att Lord Voldemort (Tom Gus Mervolo Dolder) är på väg att återerövra sin makt över trollkarlssamhället. |                               |                               |                               |                               |                |
| "Harry Potter och halvblodsprinsen" | David Yates                   | Steve Kloves                  | Nicholas Hooper               | 15 juli 2009                  | 147 minuter    |
| Efter att Trolldomsministeriet äntligen har accepterat att Lord Voldemort har återvänt inleds "Det andra kriget". Många personer svävar i livsfara och ingen går säker någonstans, allra minst Harry Potter. I första kapitlet avslöjas det att Cornelius Fudge fått sparken och den nye trolldomsministern heter Rufus Scrimgeour. Samtidigt svär Snape den Obrytbara eden att skydda Draco Malfoy, som tagit över efter sin far som dödsätare. Harry blir hämtad av Albus Dumbledore hos familjen Dursley och tillsammans övertalar de den före detta läraren, Horace Snigelhorn, att återvända till Hogwarts för att återuppta sitt jobb. Sista delen av lovet tillbringar Harry i Kråkboet hos familjen Weasley. På Hogwartsexpressen blir Harry medlem i Snigelhorns lilla "favoritklubb" Snigelklubben tillsammans med bland andra Ginny Weasley och en viss Blaise Zabini från Slytherin. Väl tillbaka på Hogwarts börjar Harry nu få privatlektioner av Dumbledore. Under dessa lektioner berättar Dumbledore om Voldemorts liv, karaktär och svagheter. |                               |                               |                               |                               |                |
| "Harry Potter och dödsrelikerna – Del 1" | David Yates                   | Steve Kloves                  | Alexandre Desplat             | 19 november 2010              | 146 minuter    |
| Ondskans grepp om magikervärlden blir allt starkare och Harry, Ron och Hermione ger sig ut på ett riskabelt uppdrag som går ut på att hitta och förstöra en medaljong som är en horrokrux, och därigenom minska Voldemorts makt. |                               |                               |                               |                               |                |
| "Harry Potter och dödsrelikerna – Del 2" | David Yates                   | Steve Kloves                  | Alexandre Desplat             | 7 juli 2011                   | 130 min        |
| Harry, Ron och Hermione försöker leta upp och förstöra alla horrokruxer och får längs vägen veta mer om dödsrelikerna och att Harry och Voldemort har mer gemensamt än vad Harry tidigare känt till. Voldemort, å sin sida, har samlat sin armé och beger sig mot Hogwarts där han möter upp med elever, lärare samt Harry, Ron och Hermione i en slutlig kamp. |                               |                               |                               |                               |                |
| Alla filmer har haft premiär. | Alla filmer har haft premiär. | Alla filmer har haft premiär. | Alla filmer har haft premiär. | Alla filmer har haft premiär. | 1-7: 1143 min. |

## Skådespelare
Listan nedan är sorterad efter film och karaktär, då vissa karaktärer spelas av flera skådespelare.
- (v) visar att skådespelaren lånar ut sin röst till filmkaraktären
- (y) visar att skådespelaren spelar sin karaktär under en tillbakablicksscen eller när karaktären var ung.
- (f) visar att skådespelaren inte finns med i någon ny scen i filmen, scener från en tidigare film eller filmer användes istället.
- En ljusgrå cell visar att karaktären inte spelas av någon skådespelare, utan bara nämns av de andra karaktärerna.

| Karaktär | Film                                      | Film                                | Film                       | Film                     | Film                                          | Film                                                                | Film                                   | Film                                                    |
| Karaktär | De vises sten (2001)                      | Hemligheternas kammare (2002)       | Fången från Azkaban (2004) | Flammande bägaren (2005) | Fenixorden (2007)                             | Halvblodsprinsen (2009)                                             | Dödsrelikerna del 1 (2010)             | Dödsrelikerna del 2 (2011)                              |
| Huvudfigurer | Huvudfigurer                              | Huvudfigurer                        | Huvudfigurer               | Huvudfigurer             | Huvudfigurer                                  | Huvudfigurer                                                        | Huvudfigurer                           | Huvudfigurer                                            |
| --- | ----------------------------------------- | ----------------------------------- | -------------------------- | ------------------------ | --------------------------------------------- | ------------------------------------------------------------------- | -------------------------------------- | ------------------------------------------------------- |
| Harry Potter | Daniel Radcliffe Saunders Triplets (y)[A] | Daniel Radcliffe                    | Daniel Radcliffe           | Daniel Radcliffe         | Daniel Radcliffe                              | Daniel Radcliffe                                                    | Daniel Radcliffe                       | Daniel Radcliffe Toby Papworth (y)                      |
| Ron Weasley | Rupert Grint                              | Rupert Grint                        | Rupert Grint               | Rupert Grint             | Rupert Grint                                  | Rupert Grint                                                        | Rupert Grint                           | Rupert Grint                                            |
| Hermione Granger | Emma Watson                               | Emma Watson                         | Emma Watson                | Emma Watson              | Emma Watson                                   | Emma Watson                                                         | Emma Watson                            | Emma Watson                                             |
| Hogwarts personal |                                           |                                     |                            |                          |                                               |                                                                     |                                        |                                                         |
| Charity Burbage |                                           |                                     |                            |                          |                                               |                                                                     | Carolyn Pickles                        |                                                         |
| Armando Dippet |                                           | Alfred Burke (y)                    |                            |                          |                                               |                                                                     |                                        |                                                         |
| Albus Dumbledore[B] | Richard Harris                            | Richard Harris                      | Michael Gambon             | Michael Gambon           | Michael Gambon                                | Michael Gambon                                                      | Michael Gambon Toby Regbo (y)          | Michael Gambon                                          |
| Argus Filch | David Bradley                             | David Bradley                       | David Bradley              | David Bradley            | David Bradley                                 | David Bradley                                                       |                                        | David Bradley                                           |
| Filius Flitwick[C] | Warwick Davis                             | Warwick Davis                       | Warwick Davis              | Warwick Davis            | Warwick Davis                                 | Warwick Davis                                                       |                                        | Warwick Davis                                           |
| Wilhelmina Grubbly-Plank |                                           |                                     |                            |                          | Apple Brook                                   |                                                                     |                                        |                                                         |
| Rubeus Hagrid | Robbie Coltrane                           | Robbie Coltrane Martin Bayfield (y) | Robbie Coltrane            | Robbie Coltrane          | Robbie Coltrane                               | Robbie Coltrane                                                     | Robbie Coltrane                        | Robbie Coltrane                                         |
| Rolanda Hooch | Zoë Wanamaker                             |                                     |                            |                          |                                               |                                                                     |                                        |                                                         |
| Gyllenroy Lockman |                                           | Kenneth Branagh                     |                            |                          |                                               |                                                                     |                                        |                                                         |
| Minerva McGonagall | Maggie Smith                              | Maggie Smith                        | Maggie Smith               | Maggie Smith             | Maggie Smith                                  | Maggie Smith                                                        |                                        | Maggie Smith                                            |
| Irma Pince |                                           | Sally Mortemore                     |                            |                          |                                               |                                                                     |                                        |                                                         |
| Poppy Pomfrey |                                           | Gemma Jones                         |                            |                          |                                               | Gemma Jones                                                         |                                        | Gemma Jones                                             |
| Quirinus Quirrell | Ian Hart                                  |                                     |                            |                          |                                               |                                                                     |                                        |                                                         |
| Horace Slughorn |                                           |                                     |                            |                          |                                               | Jim Broadbent                                                       |                                        | Jim Broadbent                                           |
| Severus Snape | Alan Rickman                              | Alan Rickman                        | Alan Rickman               | Alan Rickman             | Alan Rickman Alec Hopkins (y)                 | Alan Rickman                                                        | Alan Rickman                           | Alan Rickman Benedict Clarke (y)                        |
| Pomona Sprout |                                           | Miriam Margolyes                    |                            |                          |                                               |                                                                     |                                        | Miriam Margolyes                                        |
| Sibylla Trelawney |                                           |                                     | Emma Thompson              |                          | Emma Thompson                                 |                                                                     |                                        | Emma Thompson                                           |
| Hogwartselever |                                           |                                     |                            |                          |                                               |                                                                     |                                        |                                                         |
| Hannah Abbott |                                           | Charlotte Skeoch                    |                            | Charlotte Skeoch         |                                               |                                                                     |                                        |                                                         |
| Marcus Belby |                                           |                                     |                            |                          |                                               | Robert Knox[D]                                                      |                                        |                                                         |
| Katie Bell | Emily Dale                                | Emily Dale                          |                            |                          |                                               | Georgina Leonidas                                                   | Georgina Leonidas                      | Georgina Leonidas                                       |
| Miles Bletchley |                                           | David Churchyard                    |                            |                          |                                               |                                                                     |                                        |                                                         |
| Susan Bones | Eleanor Columbus                          | Eleanor Columbus                    |                            |                          |                                               |                                                                     |                                        |                                                         |
| Lavender Brown |                                           |                                     | Jennifer Smith             |                          |                                               | Jessie Cave                                                         | Jessie Cave                            | Jessie Cave                                             |
| Millicent Bulstrode |                                           | Helen Stuart                        |                            |                          |                                               |                                                                     |                                        |                                                         |
| Cho Chang |                                           |                                     |                            | Katie Leung              | Katie Leung                                   | Katie Leung                                                         | Katie Leung                            | Katie Leung                                             |
| Penelope Clearwater |                                           | Gemma Padley                        |                            |                          |                                               |                                                                     |                                        |                                                         |
| Vincent Crabbe[E] | Jamie Waylett                             | Jamie Waylett                       | Jamie Waylett              | Jamie Waylett            | Jamie Waylett                                 | Jamie Waylett                                                       |                                        |                                                         |
| Colin Creevey |                                           | Hugh Mitchell                       |                            |                          |                                               |                                                                     |                                        |                                                         |
| Roger Davies |                                           |                                     |                            | Henry Lloyd-Hughes       |                                               |                                                                     |                                        |                                                         |
| Cedric Diggory |                                           |                                     |                            | Robert Pattinson         | Robert Pattinson (f)                          |                                                                     |                                        |                                                         |
| Justin Finch-Fletchley |                                           | Edward Randell                      |                            |                          |                                               |                                                                     |                                        |                                                         |
| Marcus Flint | Jamie Yeates                              | Jamie Yeates                        |                            |                          |                                               |                                                                     |                                        |                                                         |
| Seamus Finnigan | Devon Murray                              | Devon Murray                        | Devon Murray               | Devon Murray             | Devon Murray                                  | Devon Murray                                                        | Devon Murray                           | Devon Murray                                            |
| Gregory Goyle | Joshua Herdman                            | Joshua Herdman                      | Joshua Herdman             | Joshua Herdman           | Joshua Herdman                                | Joshua Herdman                                                      | Joshua Herdman                         | Joshua Herdman                                          |
| Terence Higgs | Will Theakston                            |                                     |                            |                          |                                               |                                                                     |                                        |                                                         |
| Angelina Johnson | Danielle Tabor                            | Danielle Tabor                      | Danielle Tabor             | Tiana Benjamin           |                                               |                                                                     |                                        |                                                         |
| Leanne |                                           |                                     |                            |                          |                                               | Isabella Laughland                                                  | Isabella Laughland                     | Isabella Laughland                                      |
| Lee Jordan | Luke Youngblood                           | Luke Youngblood                     |                            |                          |                                               |                                                                     |                                        |                                                         |
| Neville Longbottom | Matthew Lewis                             | Matthew Lewis                       | Matthew Lewis              | Matthew Lewis            | Matthew Lewis                                 | Matthew Lewis                                                       | Matthew Lewis                          | Matthew Lewis                                           |
| Luna Lovegood |                                           |                                     |                            |                          | Evanna Lynch                                  | Evanna Lynch                                                        | Evanna Lynch                           | Evanna Lynch                                            |
| Ernie Macmillan |                                           | Louis Doyle                         |                            | Louis Doyle              |                                               |                                                                     |                                        |                                                         |
| Draco Malfoy | Tom Felton                                | Tom Felton                          | Tom Felton                 | Tom Felton               | Tom Felton                                    | Tom Felton                                                          | Tom Felton                             | Tom Felton                                              |
| Cormac McLaggen |                                           |                                     |                            |                          |                                               | Freddie Stroma                                                      | Freddie Stroma                         | Freddie Stroma                                          |
| Pansy Parkinson |                                           |                                     | Genevieve Gaunt            |                          |                                               | Scarlett Byrne                                                      | Scarlett Byrne                         | Scarlett Byrne                                          |
| Padma Patil |                                           |                                     |                            | Afshan Azad              | Afshan Azad                                   | Afshan Azad                                                         | Afshan Azad                            | Afshan Azad                                             |
| Parvati Patil |                                           |                                     | Sitara Shah                | Shefali Chowdhury        | Shefali Chowdhury                             | Shefali Chowdhury                                                   |                                        |                                                         |
| Adrian Pucey | Scot Fearn                                | Scot Fearn                          |                            |                          |                                               |                                                                     |                                        |                                                         |
| Zacharias Smith |                                           |                                     |                            |                          | Nick Shirm                                    |                                                                     |                                        |                                                         |
| Alicia Spinnet | Leilah Sutherland                         | Rochelle Douglas                    |                            |                          |                                               |                                                                     |                                        |                                                         |
| Dean Thomas | Alfred Enoch                              | Alfred Enoch                        | Alfred Enoch               | Alfred Enoch             | Alfred Enoch                                  | Alfred Enoch                                                        |                                        | Alfred Enoch                                            |
| Romilda Vane |                                           |                                     |                            |                          |                                               | Anna Shaffer                                                        | Anna Shaffer                           | Anna Shaffer                                            |
| Fred Weasley | James Phelps                              | James Phelps                        | James Phelps               | James Phelps             | James Phelps                                  | James Phelps                                                        | James Phelps                           | James Phelps                                            |
| George Weasley | Oliver Phelps                             | Oliver Phelps                       | Oliver Phelps              | Oliver Phelps            | Oliver Phelps                                 | Oliver Phelps                                                       | Oliver Phelps                          | Oliver Phelps                                           |
| Ginny Weasley | Bonnie Wright                             | Bonnie Wright                       | Bonnie Wright              | Bonnie Wright            | Bonnie Wright                                 | Bonnie Wright                                                       | Bonnie Wright                          | Bonnie Wright                                           |
| Nigel Wolpert |                                           |                                     |                            | William Melling          | William Melling                               | William Melling                                                     | William Melling                        | William Melling                                         |
| Oliver Wood | Sean Biggerstaff                          | Sean Biggerstaff                    |                            |                          |                                               |                                                                     |                                        | Sean Biggerstaff                                        |
| Blaise Zabini |                                           |                                     |                            |                          |                                               | Louis Cordice                                                       | Louis Cordice                          | Louis Cordice                                           |
| Medlemmar från Fenixorden                                                                                                   |                                           |                                     |                            |                          |                                               |                                                                     |                                        |                                                         |
| Sirius Black |                                           |                                     | Gary Oldman                | Gary Oldman              | Gary Oldman James Walters (y)                 |                                                                     |                                        | Gary Oldman Rohan Gotobed (y)                           |
| Dedalus Diggle | David Brett                               |                                     |                            |                          |                                               |                                                                     |                                        |                                                         |
| Elphias Doge |                                           |                                     |                            |                          | Peter Cartwright                              |                                                                     | David Ryall                            |                                                         |
| Aberforth Dumbledore |                                           |                                     |                            |                          | Jim McManus                                   |                                                                     |                                        | Ciarán Hinds                                            |
| Arabella Figg |                                           |                                     |                            |                          | Kathryn Hunter                                |                                                                     |                                        |                                                         |
| Mundungus Fletcher |                                           |                                     |                            |                          |                                               |                                                                     | Andy Linden                            |                                                         |
| Alice Longbottom |                                           |                                     |                            |                          | Lisa Wood                                     |                                                                     |                                        |                                                         |
| Frank Longbottom |                                           |                                     |                            |                          | James Payton                                  |                                                                     |                                        |                                                         |
| Remus Lupin |                                           |                                     | David Thewlis              |                          | David Thewlis James Utechin (y)               | David Thewlis                                                       | David Thewlis                          | David Thewlis                                           |
| Alastor Moody |                                           |                                     |                            | Brendan Gleeson          | Brendan Gleeson                               |                                                                     | Brendan Gleeson                        |                                                         |
| James Potter | Adrian Rawlins                            | Adrian Rawlins (f)                  | Adrian Rawlins             | Adrian Rawlins           | Adrian Rawlins (f) Robbie Jarvis (y)          |                                                                     | Adrian Rawlins                         | Adrian Rawlins Alfie McIlwain (y)                       |
| Lily Potter | Geraldine Somerville                      | Geraldine Somerville (f)            | Geraldine Somerville       | Geraldine Somerville     | Geraldine Somerville (f) Susie Shinner (y)[F] | Geraldine Somerville                                                | Geraldine Somerville                   | Geraldine Somerville Ellie Darcey-Alden (y)             |
| Kingsley Shacklebolt |                                           |                                     |                            |                          | George Harris                                 |                                                                     | George Harris                          | George Harris                                           |
| Nymphadora Tonks |                                           |                                     |                            |                          | Natalia Tena                                  | Natalia Tena                                                        | Natalia Tena                           | Natalia Tena                                            |
| Emmeline Vance |                                           |                                     |                            |                          | Brigitte Millar                               |                                                                     |                                        |                                                         |
| Arthur Weasley |                                           | Mark Williams                       | Mark Williams              | Mark Williams            | Mark Williams                                 | Mark Williams                                                       | Mark Williams                          | Mark Williams                                           |
| Bill Weasley |                                           |                                     | Richard Fish               |                          |                                               |                                                                     | Domhnall Gleeson                       | Domhnall Gleeson                                        |
| Charlie Weasley |                                           |                                     | Alex Crockford             |                          |                                               |                                                                     |                                        |                                                         |
| Molly Weasley | Julie Walters                             | Julie Walters                       | Julie Walters              |                          | Julie Walters                                 | Julie Walters                                                       | Julie Walters                          | Julie Walters                                           |
| Lord Voldemort och hans Dödsätare                                                                                           |                                           |                                     |                            |                          |                                               |                                                                     |                                        |                                                         |
| Lord Voldemort | Richard Bremmer (y) Ian Hart (v)          | Christian Coulson (y)               |                            | Ralph Fiennes            | Ralph Fiennes                                 | Hero Fiennes-Tiffin (y; 11) Frank Dillane (y; 15) Ralph Fiennes (f) | Ralph Fiennes                          | Ralph Fiennes Richard Bremmer (f) Christian Coulson (f) |
| Regulus Black |                                           |                                     |                            |                          |                                               | Tom Moorcroft                                                       |                                        |                                                         |
| Alecto Carrow |                                           |                                     |                            |                          |                                               | Suzie Toase                                                         | Suzie Toase                            | Suzie Toase                                             |
| Amycus Carrow |                                           |                                     |                            |                          |                                               | Ralph Ineson                                                        | Ralph Ineson                           | Ralph Ineson                                            |
| Barty Crouch Jr |                                           |                                     |                            | David Tennant            |                                               |                                                                     |                                        |                                                         |
| Antonin Dolohov |                                           |                                     |                            |                          | Arben Bajraktaraj                             |                                                                     | Arben Bajraktaraj                      |                                                         |
| Fenrir Grårygg |                                           |                                     |                            |                          |                                               | Dave Legeno                                                         | Dave Legeno                            | Dave Legeno                                             |
| Bellatrix Lestrange |                                           |                                     |                            |                          | Helena Bonham Carter                          | Helena Bonham Carter                                                | Helena Bonham Carter                   | Helena Bonham Carter                                    |
| Walden Macnair |                                           |                                     | Peter Best                 |                          | Peter Best                                    |                                                                     |                                        |                                                         |
| Lucius Malfoy |                                           | Jason Isaacs                        |                            | Jason Isaacs             | Jason Isaacs                                  | Jason Isaacs (f) Tony Coburn (y)[G]                                 | Jason Isaacs                           | Jason Isaacs                                            |
| Narcissa Malfoy |                                           |                                     |                            |                          |                                               | Helen McCrory                                                       | Helen McCrory                          | Helen McCrory                                           |
| Peter Pettigrew |                                           |                                     | Timothy Spall              | Timothy Spall            | Charles Hughes (y)                            | Timothy Spall                                                       | Timothy Spall                          | Timothy Spall (f)                                       |
| Thorfinn Rowle |                                           |                                     |                            |                          |                                               | Rod Hunt                                                            | Rod Hunt                               | Rod Hunt                                                |
| Scabior |                                           |                                     |                            |                          |                                               |                                                                     | Nick Moran                             | Nick Moran                                              |
| Travers |                                           |                                     |                            |                          | Tav MacDougall                                |                                                                     |                                        |                                                         |
| Yaxley |                                           |                                     |                            |                          |                                               |                                                                     | Peter Mullan                           |                                                         |
| Personal från Trolldomsministeriet                                                                                          |                                           |                                     |                            |                          |                                               |                                                                     |                                        |                                                         |
| Amelia Bones |                                           |                                     |                            |                          | Sian Thomas                                   | Sian Thomas (f)                                                     | Sian Thomas                            |                                                         |
| Mary Cattermole |                                           |                                     |                            |                          |                                               |                                                                     | Kate Fleetwood                         |                                                         |
| Reg Cattermole |                                           |                                     |                            |                          |                                               |                                                                     | Steffan Rhodri                         |                                                         |
| Barty Crouch Sr |                                           |                                     |                            | Roger Lloyd-Pack         |                                               |                                                                     |                                        |                                                         |
| John Dawlish |                                           |                                     |                            |                          | Richard Leaf                                  |                                                                     |                                        |                                                         |
| Amos Diggory |                                           |                                     |                            | Jeff Rawle               |                                               |                                                                     |                                        |                                                         |
| Cornelius Fudge |                                           | Robert Hardy                        | Robert Hardy               | Robert Hardy             | Robert Hardy                                  |                                                                     |                                        |                                                         |
| Mafalda Hopkirk |                                           |                                     |                            |                          | Jessica Hynes (v)                             |                                                                     | Sophie Thompson                        |                                                         |
| Albert Runcorn |                                           |                                     |                            |                          |                                               |                                                                     | David O'Hara                           |                                                         |
| Rufus Scrimgeour |                                           |                                     |                            |                          |                                               |                                                                     | Bill Nighy                             |                                                         |
| Pius Thicknesse |                                           |                                     |                            |                          |                                               |                                                                     | Guy Henry                              | Guy Henry                                               |
| Dolores Umbridge |                                           |                                     |                            |                          | Imelda Staunton                               |                                                                     | Imelda Staunton                        |                                                         |
| Percy Weasley | Chris Rankin                              | Chris Rankin                        | Chris Rankin               |                          | Chris Rankin                                  |                                                                     |                                        | Chris Rankin                                            |
| Mugglare |                                           |                                     |                            |                          |                                               |                                                                     |                                        |                                                         |
| Frank Bryce |                                           |                                     |                            | Eric Sykes               |                                               |                                                                     |                                        |                                                         |
| Dennis |                                           |                                     |                            |                          | Christopher Rithin                            |                                                                     |                                        |                                                         |
| Mrs. Cole |                                           |                                     |                            |                          |                                               | Amelda Brown                                                        |                                        |                                                         |
| Dudley Dursley | Harry Melling                             | Harry Melling                       | Harry Melling              |                          | Harry Melling                                 |                                                                     | Harry Melling                          |                                                         |
| Marge Dursley |                                           |                                     | Pam Ferris                 |                          |                                               |                                                                     |                                        |                                                         |
| Petunia Dursley | Fiona Shaw                                | Fiona Shaw                          | Fiona Shaw                 |                          | Fiona Shaw                                    |                                                                     | Fiona Shaw                             | Ariella Paradise (y)                                    |
| Vernon Dursley | Richard Griffiths                         | Richard Griffiths                   | Richard Griffiths          |                          | Richard Griffiths                             |                                                                     | Richard Griffiths                      |                                                         |
| Mr. Granger |                                           | Tom Knight                          |                            |                          |                                               |                                                                     | Ian Kelly                              |                                                         |
| Mrs. Granger |                                           | Heather Bleasdale                   |                            |                          |                                               |                                                                     | Michelle Fairley                       |                                                         |
| Malcolm |                                           |                                     |                            |                          | Richard Macklin                               |                                                                     |                                        |                                                         |
| Mr. Mason |                                           | Jim Norton                          |                            |                          |                                               |                                                                     |                                        |                                                         |
| Mrs. Mason |                                           | Veronica Clifford                   |                            |                          |                                               |                                                                     |                                        |                                                         |
| Piers Polkiss |                                           |                                     |                            |                          | Jason Boyd                                    |                                                                     |                                        |                                                         |
| Säkerhetsvakten i King's Cross station                                                                                      | Harry Taylor                              | Harry Taylor                        |                            |                          |                                               |                                                                     |                                        |                                                         |
| Utländska trollkarlar och häxor                                                                                             |                                           |                                     |                            |                          |                                               |                                                                     |                                        |                                                         |
| Fleur Delacour |                                           |                                     |                            | Clémence Poésy           |                                               |                                                                     | Clémence Poésy                         | Clémence Poésy                                          |
| Gabrielle Delacour |                                           |                                     |                            | Angelica Mandy           |                                               |                                                                     | Angelica Mandy                         |                                                         |
| Gregorovitch |                                           |                                     |                            |                          |                                               |                                                                     | Rade Šerbedžija                        |                                                         |
| Gellert Grindelwald |                                           |                                     |                            |                          |                                               |                                                                     | Michael Byrne Jamie Campbell Bower (y) |                                                         |
| Igor Karkaroff |                                           |                                     |                            | Predrag Bjelac           |                                               |                                                                     |                                        |                                                         |
| Viktor Krum |                                           |                                     |                            | Stanislav Ianevski       |                                               |                                                                     |                                        |                                                         |
| Olympe Maxime |                                           |                                     |                            | Frances de la Tour       |                                               |                                                                     | Frances de la Tour                     |                                                         |
| Hogwartsinvånare |                                           |                                     |                            |                          |                                               |                                                                     |                                        |                                                         |
| Blodige Baronen | Terence Bayler                            |                                     |                            |                          |                                               |                                                                     |                                        |                                                         |
| Sir Cadogan |                                           |                                     | Paul Whitehouse            |                          |                                               |                                                                     |                                        |                                                         |
| Everard |                                           |                                     |                            |                          | Sam Beazley                                   |                                                                     |                                        |                                                         |
| Tjocke munkbrodern | Simon Fisher-Becker                       |                                     |                            |                          |                                               |                                                                     |                                        |                                                         |
| Tjocka damen | Elizabeth Spriggs                         |                                     | Dawn French                |                          |                                               |                                                                     |                                        |                                                         |
| Grå damen | Nina Young                                |                                     |                            |                          |                                               |                                                                     |                                        | Kelly Macdonald                                         |
| Missnöjda Myrtle |                                           | Shirley Henderson                   |                            | Shirley Henderson        |                                               |                                                                     |                                        |                                                         |
| Nästan Huvudlöse Nick | John Cleese                               | John Cleese                         |                            |                          |                                               |                                                                     |                                        |                                                         |
| Phineas Nigellus Black |                                           |                                     |                            |                          | John Atterbury                                |                                                                     |                                        |                                                         |
| Peeves[H] | Rik Mayall                                |                                     |                            |                          |                                               |                                                                     |                                        |                                                         |
| Sorteringshatten | Leslie Phillips (v)                       | Leslie Phillips (v)                 |                            |                          |                                               |                                                                     |                                        | Leslie Phillips (v)                                     |
| (Inklusive personer från The Daily Prophet, Diagongränden, Hogsmeade, Hogwartsexpressen, Nattbussen och Svartvändargränden) |                                           |                                     |                            |                          |                                               |                                                                     |                                        |                                                         |
| Bathilda Bagshot |                                           |                                     |                            |                          |                                               |                                                                     | Hazel Douglas                          |                                                         |
| Heathcote Barbary |                                           |                                     |                            | Jason Buckle             |                                               |                                                                     |                                        |                                                         |
| Mr Borgin |                                           | Edward Tudor-Pole                   |                            |                          |                                               |                                                                     |                                        |                                                         |
| Gideon Crumb |                                           |                                     |                            | Steven Claydon           |                                               |                                                                     |                                        |                                                         |
| Barnabas Cuffe |                                           |                                     |                            |                          |                                               | Roger C. Baily                                                      |                                        |                                                         |
| Ariana Dumbledore |                                           |                                     |                            |                          |                                               |                                                                     |                                        | Hebe Beardsall                                          |
| Kirley Duke |                                           |                                     |                            | Jonny Greenwood          |                                               |                                                                     |                                        |                                                         |
| Food Trolley Lady | Jean Southern                             |                                     |                            | Margery Mason            |                                               |                                                                     |                                        |                                                         |
| Auntie Muriel |                                           |                                     |                            |                          |                                               |                                                                     | Matyelok Gibbs                         |                                                         |
| Xenophilius Lovegood |                                           |                                     |                            |                          |                                               |                                                                     | Rhys Ifans                             |                                                         |
| Mr Ollivander | John Hurt                                 |                                     |                            |                          |                                               |                                                                     | John Hurt                              | John Hurt                                               |
| Ernie Prang |                                           |                                     | Jimmy Gardner              |                          |                                               |                                                                     |                                        |                                                         |
| Madam Rosmerta |                                           |                                     | Julie Christie             |                          |                                               |                                                                     |                                        |                                                         |
| Stan Shunpike |                                           |                                     | Lee Ingleby                |                          |                                               |                                                                     |                                        |                                                         |
| Rita Skeeter |                                           |                                     |                            | Miranda Richardson       |                                               |                                                                     | Miranda Richardson                     |                                                         |
| Orsino Thruston |                                           |                                     |                            | Phil Selway              |                                               |                                                                     |                                        |                                                         |
| Tom | Derek Deadman                             |                                     | Jim Tavare                 |                          |                                               |                                                                     |                                        |                                                         |
| Donaghan Tremlett |                                           |                                     |                            | Steve Mackey             |                                               |                                                                     |                                        |                                                         |
| Myron Wagtail |                                           |                                     |                            | Jarvis Cocker            |                                               |                                                                     |                                        |                                                         |
| Eldred Worple |                                           |                                     |                            |                          |                                               | Paul Ritter                                                         |                                        |                                                         |
| Varelser |                                           |                                     |                            |                          |                                               |                                                                     |                                        |                                                         |
| Aragog |                                           | Julian Glover (v)                   |                            |                          |                                               |                                                                     |                                        |                                                         |
| Bane |                                           |                                     |                            |                          | Jason Piper                                   |                                                                     |                                        |                                                         |
| Bogrod |                                           |                                     |                            |                          |                                               |                                                                     |                                        | Jon Key                                                 |
| Dobby |                                           | Toby Jones (v)                      |                            |                          |                                               |                                                                     | Toby Jones (v)                         |                                                         |
| Firenze | Ray Fearon (v)                            |                                     |                            |                          |                                               |                                                                     |                                        |                                                         |
| Grymm |                                           |                                     |                            |                          | Tony Maudsley                                 |                                                                     |                                        |                                                         |
| Griphook | Verne Troyer                              |                                     |                            |                          |                                               |                                                                     | Warwick Davis                          | Warwick Davis                                           |
| Kreacher |                                           |                                     |                            |                          | Timothy Bateson (v)                           |                                                                     | Simon McBurney (v)                     |                                                         |
| Magorian |                                           |                                     |                            |                          | Michael Wildman                               |                                                                     |                                        |                                                         |
| Sanguini |                                           |                                     |                            |                          |                                               | Charlie Bennison                                                    |                                        |                                                         |
| Tsantsa |                                           |                                     | Lenny Henry (v)            |                          |                                               |                                                                     |                                        |                                                         |
| Epilogkaraktärer |                                           |                                     |                            |                          |                                               |                                                                     |                                        |                                                         |
| Astoria Malfoy |                                           |                                     |                            |                          |                                               |                                                                     |                                        | Jade Gordon                                             |
| Scorpius Malfoy |                                           |                                     |                            |                          |                                               |                                                                     |                                        | Bertie Gilbert                                          |
| Albus Severus Potter |                                           |                                     |                            |                          |                                               |                                                                     |                                        | Arthur Bowen                                            |
| James Sirius Potter |                                           |                                     |                            |                          |                                               |                                                                     |                                        | Will Dunn                                               |
| Lily Luna Potter |                                           |                                     |                            |                          |                                               |                                                                     |                                        | Daphne de Beistegui                                     |
| Hugo Weasley |                                           |                                     |                            |                          |                                               |                                                                     |                                        | Ryan Turner                                             |
| Rose Weasley |                                           |                                     |                            |                          |                                               |                                                                     |                                        | Helena Barlow                                           |

## Svenska röstskådespelare
Detta är en lista på de svenska röstskådespelare som har gjort den svenska dubbningen av de fem första Harry potter-filmerna.
| Roll | Film                     | Film                     | Film                | Film                     | Film                    |
| Roll | De vises sten            | Hemligheternas kammare   | Fången från Azkaban | Den flammande bägaren    | Fenixorden              |
| Huvudroller | Huvudroller              | Huvudroller              | Huvudroller         | Huvudroller              | Huvudroller             |
| --- | ------------------------ | ------------------------ | ------------------- | ------------------------ | ----------------------- |
| Harry Potter | Niels Pettersson         | Niels Pettersson         | Niels Pettersson    | Niels Pettersson         | Niels Pettersson        |
| Ron Weasley | Jesper Adefelt           | Jesper Adefelt           | Jesper Adefelt      | Jesper Adefelt           | Jesper Adefelt          |
| Hermione Granger | Jasmine Heikura          | Jasmine Heikura          | Jasmine Heikura     | Norea Sjöquist           | Norea Sjöquist          |
| Hogwarts personal och inneboende                                                                                            |                          |                          |                     |                          |                         |
| Albus Dumbledore | Torsten Wahlund          | Torsten Wahlund          | Torsten Wahlund     | Torsten Wahlund          | Torsten Wahlund         |
| Argus Filch | Mikael Roupé             | Mikael Roupé             | Mikael Roupé        | Mikael Roupé             | Mikael Roupé            |
| Filius Flitwick | Dick Eriksson            | Dick Eriksson            | Dick Eriksson       | Dick Eriksson            | Dick Eriksson           |
| Rubeus Hagrid | Allan Svensson           | Allan Svensson           | Allan Svensson      | Allan Svensson           | Allan Svensson          |
| madam Hooch | Anna Von Rosen           |                          |                     |                          |                         |
| Gyllenroy Lockman |                          | Fredrik Dolk             |                     |                          |                         |
| Minerva McGonagall | Christina Schollin       | Christina Schollin       | Christina Schollin  | Christina Schollin       | Christina Schollin      |
| Severus Snape | Adam Fietz               | Adam Fietz               | Adam Fietz          | Adam Fietz               | Adam Fietz              |
| Pomona Sprout |                          | My Holmsten              |                     |                          |                         |
| Sibylla Trelawney |                          |                          | My Holmsten         |                          | My Holmsten             |
| Dolores Umbridge |                          |                          |                     |                          | Anna-Lotta Larsson      |
| Hogwarts icke-mänskliga personal och invånare                                                                               |                          |                          |                     |                          |                         |
| Sir Cadogan |                          |                          | Andreas Nilsson     |                          |                         |
| Dobby |                          | Dick Eriksson            |                     |                          |                         |
| Missnöjda Myrtle |                          | Jennie Jahns             |                     | Maria Rydberg            |                         |
| Nästan huvudlöse Nick | Kristian Ståhlgren       | Kristian Ståhlgren       |                     |                          |                         |
| Sorteringshatten | Mikael Roupé             | Mikael Roupé             |                     |                          |                         |
| Hogwarts elever |                          |                          |                     |                          |                         |
| Cho Chang |                          |                          |                     | Mikaela Ardai Jennefors  | Mikaela Ardai Jennefors |
| Vincent Crabbe | Tin Carlsson             | Tin Carlsson             | Tin Carlsson        | Tobias Swärd             | Tobias Swärd            |
| Cedric Diggory |                          |                          |                     | Andreas Rothlin Svensson |                         |
| Justin Finch-Fletchley |                          | Emil Sjöström            |                     |                          |                         |
| Seamus Finnigan | Emil Sjöström            | Emil Sjöström            | Emil Sjöström       | Emil Sjöström            |                         |
| Gregory Goyle | Tobias Swärd             | Tobias Swärd             | Tobias Swärd        | Tobias Swärd             |                         |
| Lee Jordan | Paolo Saka               | Paolo Saka               |                     |                          |                         |
| Neville Longbottom | Adam Giertz              | Adam Giertz              | Adam Giertz         | Adam Giertz              | Adam Giertz             |
| Luna Lovegood |                          |                          |                     |                          | Jennie Jahns            |
| Draco Malfoy | Lucas Krüger             | Lucas Krüger             | Lucas Krüger        | Lucas Krüger             | Lucas Krüger            |
| Nigel Wolpert |                          |                          |                     | Carl-Magnus Liljendahl   | Carl-Magnus Liljendahl  |
| Padma Patil |                          |                          |                     | Viktoria Larsson         | Ellen Fjaestad          |
| Parvati Patil |                          |                          |                     | Viktoria Larsson         | Ellen Fjaestad          |
| Dean Thomas | Paulo Saka               | Paulo Saka               | Emil Smedius        | Emil Smedius             | Emil Smedius            |
| Fred Weasley | Leo Hallerstam           | Leo Hallerstam           | Leo Hallerstam      | Leo Hallerstam           | Leo Hallerstam          |
| George Weasley | Leo Hallerstam           | Leo Hallerstam           | Leo Hallerstam      | Leo Hallerstam           | Leo Hallerstam          |
| Ginny Weasley | Jasmine Heikura          | Annika Barklund          | Annika Barklund     | Annika Barklund          | Annika Barklund         |
| Oliver Wood | Andreas Rothlin Svensson | Andreas Rothlin Svensson |                     |                          |                         |
| Lord Voldemort och hans Dödsätare                                                                                           |                          |                          |                     |                          |                         |
| Barty Crouch Jr |                          |                          |                     | Joakim Jennefors         |                         |
| Bellatrix Lestrange |                          |                          |                     |                          | Sharon Dyall            |
| Lucius Malfoy |                          | Jonas Malmsjö            |                     | Dick Eriksson            | Dick Eriksson           |
| Peter Pettigrew |                          |                          | Lars Dejert         | Lars Dejert              |                         |
| Professor Quirrell | Jonas Malmsjö            |                          |                     |                          |                         |
| Lord Voldemort | Johan Hedenberg          | Nick Atkinson            |                     | Andreas Nilsson          | Andreas Nilsson         |
| Trolldomsministeriets personal                                                                                              |                          |                          |                     |                          |                         |
| Amos Diggory |                          |                          |                     | Gustav Levin             |                         |
| Barty Crouch Sr |                          |                          |                     | Claes Ljungmark          |                         |
| Cornelius Fudge |                          | Guy de la Berg           | Guy de la Berg      | Guy de la Berg           | Guy de la Berg          |
| Kingsley Shacklebolt |                          |                          |                     |                          | Mikael Roupé            |
| Nymphadora Tonks |                          |                          |                     |                          | Claudia Galli           |
| Arthur Weasley |                          | Jonas Bergström          | Jonas Bergström     | Jonas Bergström          | Jonas Bergström         |
| Percy Weasley | Ole Ornered              | Ole Ornered              | Ole Ornered         |                          | Ole Ornered             |
| Medlemmar av Fenixorden |                          |                          |                     |                          |                         |
| Sirius Black |                          |                          | Peter Sjöquist      | Peter Sjöquist           | Peter Sjöquist          |
| Arabella Figg |                          |                          |                     |                          | Ewa Fröling             |
| Remus Lupin |                          |                          | Jan Mybrand         |                          | Jan Mybrand             |
| Alastor Moody |                          |                          |                     | Fredrik Dolk             | Fredrik Dolk            |
| James Potter | Dick Eriksson            | Dick Eriksson            | Dick Eriksson       | Dick Eriksson            |                         |
| Lily Potter | Jennie Jahns             | Jennie Jahns             | Jennie Jahns        | Jennie Jahns             |                         |
| Molly Weasley | Susanne Barklund         | Susanne Barklund         | Susanne Barklund    |                          | Susanne Barklund        |
| Mugglare |                          |                          |                     |                          |                         |
| Frank Bryce |                          |                          |                     | Eric Sykes               |                         |
| Dudley Dursley | Tin Carlsson             | Tin Carlsson             | Tin Carlsson        |                          | Gabriel Odenhammar      |
| Marjorie Dursley |                          |                          | Eva Fritjofsson     |                          |                         |
| Petunia Dursley | Irene Lindh              | Irene Lindh              | Irene Lindh         |                          | Irene Lindh             |
| Vernon Dursley | Lars Amble               | Lars Amble               | Lars Amble          |                          | Lars Amble              |
| Utländska trollkarlar och häxor                                                                                             |                          |                          |                     |                          |                         |
| Fleur Delacour |                          |                          |                     | Anna Nordell             |                         |
| Igor Karkaroff |                          |                          |                     | Göran Berlander          |                         |
| Viktor Krum |                          |                          |                     | Daniel Sjöberg           |                         |
| Olympe Maxime |                          |                          |                     | Pia Johansson            |                         |
| (Inklusive personer från The Daily Prophet, Diagongränden, Hogsmeade, Hogwartsexpressen, Nattbussen och Svartvändargränden) |                          |                          |                     |                          |                         |
| Mr. Ollivander | Guy de la Berg           |                          |                     |                          |                         |
| Madam Rosmerta |                          |                          | Beatrice Järås      |                          |                         |
| Stan Shunpike |                          |                          | Gustaf Skarsgård    |                          |                         |
| Rita Skeeter |                          |                          |                     | Suzanna Dilber           |                         |
| Varelser |                          |                          |                     |                          |                         |
| Aragog |                          | Adam Fietz               |                     |                          |                         |
| Firenze (kentaur)Firenze | Ole Ornered              |                          |                     |                          |                         |
| Krake |                          |                          |                     |                          | Claes Ljungmark         |